# VM i bandy 1969
Verdensmesterskabet i bandy 1969 var det 6. VM i bandy gennem tiden, og mesterskabet blev arrangeret af Federation of International Bandy. Turneringen skulle egentlig være afviklet i Norge, men i protest mod Sovjetunionens indgriben i foråret i Prag i 1968 valgte nordmændene at frasige sig værtskabet og melde afbud til VM. Dermed fik mesterskabet kun deltagelse af tre hold, og Sverige overtog VM-værtskabet. Kampene blev spillet i byerne Vänersborg, Lidköping, Örebro, Uppsala, Katrineholm samt i Nässjö i perioden 8. – 16. februar 1969.
Mesterskabet blev vundet af de forsvarende verdensmestre fra Sovjetunionen, som gik ubesejret gennem turneringen, foran værtslandet Sverige med Finland på tredjepladsen. Det var Sovjetunionens 6. VM-titel i træk, og den sovjetiske sejr var en del af en stime på 11 VM-guld i træk. Sverige vandt sølv og Finland bronze for anden gang i VM-historien.

## Resultater
For første gang blev VM afviklet som en dobbeltturnering, så alle tre hold mødte hinanden to gange. Sejre gav 2 point, uafgjorte 1 point, mens nederlag gav 0 point.
| Dato  | Kamp                    | Res.  | Spillested  |
| ----- | ----------------------- | ----- | ----------- |
| 8.2.  | Sverige – Finland       | 5–1   | Vänersborg  |
| 9.2.  | Finland – Sovjetunionen | 01–10 | Lidköping   |
| 11.2. | Sverige – Sovjetunionen | 2–4   | Örebro      |
| 13.2. | Sverige – Finland       | 1–6   | Nässjö      |
| 15.2. | Finland – Sovjetunionen | 2–5   | Katrineholm |
| 16.2. | Sverige – Sovjetunionen | 1–2   | Uppsala     |

| Plac. | Hold          | Kampe | + Mål − | Point |
| ----- | ------------- | ----- | ------- | ----- |
| 1.    | Sovjetunionen | 4     | 21-60   | 8     |
| 2.    | Sverige       | 4     | 09-13   | 2     |
| 3.    | Finland       | 4     | 10-21   | 2     |